# Nguyễn Minh Chuyên
Nguyễn Minh Chuyên (sinh ngày 9 tháng 11 năm 1985) là một cựu cầu thủ bóng đá người Việt Nam từng thi đấu ở vị trí tiền vệ.